# Japan Open Tennis Championships 2024
Japan Open Tennis Championships 2024, oficiálně Kinoshita Group Japan Open Tennis Championships 2024, byl tenisový turnaj na mužském profesionálním okruhu ATP Tour, hraný v Tenisovém parku Ariake kolem centru Ariake Coliseum. Jubilejní padesátý ročník Japan Open Tennis Championships probíhal mezi 25. zářím a 1. říjnem 2024 v japonské metropoli Tokiu na dvorcích s tvrdým povrchem DecoTurf.
Turnaj dotovaný 1 989 865 dolary patřil do kategorie ATP Tour 500. Nejvýše nasazeným singlistou se opět stal sedmý tenista světa Taylor Fritz ze Spojených států, který v úvodním kole podlehl Filsovi. Jako poslední přímý účastník, v týdnu uzávěrky přihlášek, do dvouhry nastoupil americký 46. hráč žebříčku Marcos Giron. V důsledku invaze Ruska na Ukrajinu na konci února 2022 řídící organizace tenisu ATP, WTA a ITF s grandslamy rozhodly, že ruští a běloruští tenisté mohli dále na okruzích startovat, ale do odvolání nikoli pod vlajkami Ruska a Běloruska.
Třetí singlový titul na okruhu ATP Tour vybojoval na 20letý Francouz Arthur Fils, jenž ve finále odvrátil mečbol. V Tokiu se stal druhým nejmladším šampionem po 18letém  Ariasovi z roku 1982. Čtyřhru ovládli Britové Julian Cash s Lloydem Glasspoolem. Ve finálovém duelu rovněž odvrátili mečbol.

## Rozdělení bodů a finančních odměn

### Rozdělení bodů
| Soutěž  | Soutěž       | vítězové | finalisté | semifinalisté | čtvrtfinalisté | 16 v kole | 32 v kole | Q  | Q2 | Q1 |
| ------- | ------------ | -------- | --------- | ------------- | -------------- | --------- | --------- | -- | -- | -- |
| dvouhra | [ 8 ] [ 3 ]  | 500      | 330       | 200           | 100            | 25        | 0         | 25 | 13 | 0  |
| čtyřhra | [ 9 ] [ 10 ] | 500      | 300       | 180           | 90             | —         | —         | 45 | 25 | 0  |

### Finanční odměny
| Soutěž                                | Soutěž       | vítězové  | finalisté | semifinalisté | čtvrtfinalisté | 16 v kole | 32 v kole | Q2      | Q1      |
| ------------------------------------- | ------------ | --------- | --------- | ------------- | -------------- | --------- | --------- | ------- | ------- |
| dvouhra                               | [ 3 ] [ 8 ]  | 340 010 $ | 12 950 $  | 97 510 $      | 49 820 $       | 26 595 $  | 14 185 $  | 7 270 $ | 4 080 $ |
| čtyřuhra                              | [ 9 ] [ 10 ] | 111 690 $ | 59 570 $  | 30 140 $      | 15 070 $       | 7 800 $   | —         | —       | —       |
| částky ve čtyřhře jsou uvedeny na pár |              |           |           |               |                |           |           |         |         |

## Dvouhra

### Nasazení
| Stát                         | Hráč               | ATP | Nasazení |
| ---------------------------- | ------------------ | --- | -------- |
| USA                          | Taylor Fritz       | 7.  | 1.       |
| Polsko                       | Hubert Hurkacz     | 8.  | 2.       |
| Norsko                       | Casper Ruud        | 9.  | 3.       |
| Řecko                        | Stefanos Tsitsipas | 12. | 4.       |
| USA                          | Tommy Paul         | 13. | 5.       |
| Dánsko                       | Holger Rune        | 14. | 6.       |
| USA                          | Frances Tiafoe     | 16. | 7.       |
| USA                          | Ben Shelton        | 17. | 8.       |
| Žebříček ATP k 16. září 2024 |                    |     |          |

### Jiné formy účasti
Následující hráči obdrželi divokou kartu do hlavní soutěže:
- Šintaró Močizuki
- Kei Nišikori
- Jošihito Nišioka

Následující hráč obdržel zvláštní výjimku:
- Brandon Nakashima

Následující hráči nastoupili pod žebříčkovou ochranou:
- Marin Čilić
- Reilly Opelka

Následující hráči postoupili z kvalifikace:
- Mattia Bellucci
- Alex Michelsen
- Christopher O'Connell
- Botic van de Zandschulp

#### Odhlášení
před zahájením turnaje
- Nuno Borges → nahradil jej  Tomáš Macháč
- Alex de Minaur → nahradil jej  Matteo Berrettini

## Čtyřhra

### Nasazení
| Stát                                                                                  | Hráč              | Stát      | Hráč            | ATP | Nasazení |
| ------------------------------------------------------------------------------------- | ----------------- | --------- | --------------- | --- | -------- |
| USA                                                                                   | Nathaniel Lammons | USA       | Jackson Withrow | 40. | 1.       |
| Monako                                                                                | Hugo Nys          | Polsko    | Jan Zieliński   | 53. | 2.       |
| Francie                                                                               | Sadio Doumbia     | Francie   | Fabien Reboul   | 59. | 3.       |
| Argentina                                                                             | Máximo González   | Argentina | Andrés Molteni  | 64. | 4.       |
| Žebříček ATP k 16. září 2024; číslo je součtem žebříčkového postavení obou členů páru |                   |           |                 |     |          |

### Jiné formy účasti
Následující páry obdržely divokou kartu do hlavní soutěže:
- Kei Nišikori /  Rei Sakamoto
- Jošihito Nišioka /  Kaitó Uesugi

Následující pár postoupil z kvalifikace: 
- Alexander Erler /  Matwé Middelkoop

### Odhlášení
před zahájením turnaje
- Alex de Minaur /  Jordan Thompson → nahradili je  Ben Shelton /  Jordan Thompson
- Sebastian Korda /  Ben Shelton → nahradili je  Ariel Behar /  Robert Galloway

## Přehled finále

### Mužská dvouhra
- Arthur Fils vs.  Ugo Humbert, 5–7, 7–6(8–6), 6–3

### Mužská čtyřhra
- Julian Cash /  Lloyd Glasspool vs.   Ariel Behar /  Robert Galloway, 6–4, 4–6, [12–10]